# كيف ترسم الكرتون
ارسم مع بليتز (بالإنجليزية: Cartooning with Blitz)‏ أو كما يُعرف في الوطن العربي باسم كيف ترسم الكرتون، هو مسلسل تعليمي أمريكي مُوجه للأطفال وسِن المُراهقة من تقديم رسام الكاريكاتير بروس بليتز عُرض لأول مرة في 21 يناير 2000. تمت دبلجة المُسلسل إلى اللغة العربية عبر مركز الزهرة وعُرض على قناة سبيستون.

## حبكة البرنامج
يُقدم رسام الكاريكاتير الأمريكي بروس بليتز دروساً حوّل كيفيّة رسم الشخصيات الكرتونية والطُرق الأساسية للتعلم، ويقوم بتطبيق ذلك سواءً في مرسمه الخاص أم في الأماكن العامة.

## الدبلجة العربية
دُبلج المُسلسل من خلال مركز الزهرة وعُرض على قناة سبيستون في العام 2001، وقام مؤدي الأصوات عادل أبو حسون بأداء صوت الرسام بروس بليتز طوال حلقات البرنامج.
شارك في الدبلجة أيضًا:
- فدوى سليمان
- بثينة شيا
- علاء إبراهيم

## روابط خارجية
- الموقع الرسمي للرسام بروس بليتز